# Ahmednagar (accantonamento)
L'accantonamento di Ahmednagar è una suddivisione dell'India, classificata come cantonment board, di 39.941 abitanti, situata nel distretto di Ahmednagar, nello stato federato del Maharashtra. In base al numero di abitanti la città rientra nella classe III (da 20.000 a 49.999 persone).

## Geografia fisica
La città è situata a 19° 04' 60 N e 74° 44' 14 E.

## Società

### Evoluzione demografica
Al censimento del 2001 la popolazione dell'accantonamento di Ahmednagar assommava a 39.941 persone, delle quali 25.195 maschi e 14.746 femmine. I bambini di età inferiore o uguale ai sei anni assommavano a 3.844, dei quali 2.063 maschi e 1.781 femmine. Infine, coloro che erano in grado di saper almeno leggere e scrivere erano 33.556, dei quali 22.641 maschi e 10.915 femmine.